# Aitor Morrás Alzugaray
Aitor Morrás Alzugaray (Bilbao, 1963) és un graduat social i polític balear, diputat al Parlament de les Illes Balears en la IX legislatura.

## Biografia
És diplomat com a graduat social per la Universitat d'Oviedo i tècnic en informàtica. També és titulat en administració de finques i agent propietat immobiliaria tot i que no exerceix. Ha treballat com a director de departament laboral i representant en procediments jurídics de la legislació laboral i també en elaboració d'apps per a mòbils. El 2000 es traslladà a viure a Eivissa.
Ingressà a Podem, partit que el març de 2015 el va designar com a cap de llista per a Eivissa a les eleccions al Parlament de les Illes Balears de 2015. És secretari de la Comissió d'Assumptes Institucionals i Generals del Parlament Balear.